# Rotbraune Zylinderwindelschnecke
Die Rotbraune Zylinderwindelschnecke (Truncatellina monodon), auch Einzähnige Zylinderwindelschnecke oder Braune Zylinderwindelschnecke genannt, ist eine Schneckenart der Familie der Windelschnecken (Vertiginidae) aus der Unterordnung der Landlungenschnecken (Stylommatophora).

## Merkmale
Das zylindrische Gehäuse der Rotbraunen Zylinderwindelschnecke ist 2,2 bis 2,3 mm hoch und 0,9 mm breit. Es weist sechs schwach gewölbte Windungen auf, die durch eine flache Naht voneinander abgesetzt sind. Das Gehäuse ist (rot)braun gefärbt, die Oberfläche ist mit feinen, dichtstehenden und etwas unregelmäßigen Anwachsstreifen bedeckt. Der Mundsaum ist leicht verdickt. In die Mündung ragen drei „Zähne“ hinein, von denen aber nur ein Zahn ohne weiteres sichtbar ist (Name monodon = Einzahn). Der parietale Zahn ist in direkter Aufsicht auf die Mündung gut sichtbar. Der columellare Zahn ist dagegen nur in Schrägansicht zu sehen. Der große palatale Zahn sitzt tief in der Mündung und ist von außen nicht sichtbar.

### Ähnliche Arten
Die Windungen sind bei dieser Art etwas weniger stark gewölbt als bei der Hellen Zylinderwindelschnecke (Truncatellina claustralis (Gredler, 1856)), der Wulstigen Zylinderwindelschnecke (Truncatellina costulata (Nilsson, 1823)) und der Zylinderwindelschnecke (Truncatellina cylindrica (A. Férussac, 1807)). Sie ist auch weniger stark ornamentiert bzw. fast glatt im Gegensatz zu den genannten anderen Truncatellina-Arten.

## Geographische Verbreitung und Lebensraum
Das Areal der Art ist stark fragmentiert und erstreckt sich von Ostfrankreich (Savoyen), der Schweiz (Berner Oberland, Graubünden, Waadt), dem nördlichen Alpenvorland, den bayerischen Alpen, Österreich (hier mit einem Nord- und Südareal), Norditalien (Südtirol) bis nach Slowenien, Kroatien und Bosnien und Herzegowina.
Die Art lebt auf trockenen Wiesen auf Kalkboden oder Kalkgeröll.

## Taxonomie
Das Taxon wurde 1837 von Friedrich Held als Vertigo monodon erstmals beschrieben. Die Fauna Europaea verzeichnet lediglich ein Synonym: Pupa striata Gredler, 1856.

## Gefährdung
In Deutschland ist die Art extrem selten und wird daher in die Kategorie R eingestuft. Auf das Gesamtverbreitungsgebiet betrachtet ist die Art nach Einschätzung der International Union for Conservation of Nature and Natural Resources (IUCN) ungefährdet.

## Belege